# Elektroenergetski sustav
Elektroenergetski sustav čine proizvodnja, prijenos, distribucija i potrošnja električne energije.
Temeljna zadaća elektroenergetskog sustava je pouzdana i kvalitetna obskrba električnom energijom. To uključuje proizvodnju, prijenos, distribuciju i potrošnju električne energije.
Nakon što se električna energije proizvede u elektranama ona se predaje potrošačima. Naselja, gradovi, županije i cijela država isprepleteni su elektroenergetskim vodovima kojima se prenosi električna energija.
Elektoenergetski sustav je najveći, najutjecajni, najneophodniji, najrasprostranjeniji od svih tehničkih sustava. Samim time je i najskuplji tehnički sustav.
Najveći je zbog toga što prožima čitave države i kontinente. Najveći elektroenergetski sustav je UCTE u koji su električki spojene 24 europske zemlje koje zajedno imaju oko 500 milijuna stanovnika.
Za današnji stupanj razvoja čovječanstva možemo zahvaliti upravo električnoj energiji, te iz te činjenice proizlazi da je elektroenegetski sustav najutjecajniji. Bez električne energije gotovo sve bi stalo. Ne bi ste mogli skuhati ručak, pokvarila bi vam se hrana u hladnjaku, ugasila bi se rasvjeta, mobilne komunikacije bi stale, ne bi mogli razgovarati na mobitel, spojiti se na internet, gledati televiziju. Nakon nekog vremena nestalo bi i vode zbog toga što vodu u vodovodu tjeraju električne pumpe. Mnoge druge udobnosti koje pruža električna energija stale bi. Upravo zbog ovoga je električna energija najskuplja kad je nema.
Elektroenergetski sustav je najrasprostranjeniji, što sljedi iz njegove veličine. Jedini sustav koji bi se mogao uspoređivati s elektroenergetskim sustavom jest internet, ali i od njega je elektroenergetski sustav rasprostranjeniji jer postoje mjesta gdje je dostupna električna energija, a internet nije. Da bi ste se spojili na internet u većini slučajeva potrebno je da postoji elektroenergetska infrastruktura.

## Proizvodnja
Tijekom vrtnje generatori proizvode električnu energiju napona i do 25 000 volti. Svejedno, nakon što je proizvedena u generatoru, električna energija prolazi kroz transformator, smješten u elektrani, koji joj mijenja napon od nižeg napona na ulazu u tranformator u napon iznosa i do 1 500 000 V (u RH do 400 000 V, odn. 400 kV) na izlazu iz transformatora jer je prijenos električne energije to učinkovitiji što su viši naponi prijenosa.

## Prijenos
Vodovi i kabeli za prijenos električne energije načinjeni su od bakra ili aluminija jer su to materijali koji imaju malen električni otpor. Razlog je što veći električni otpor uzrokuje veće zagrijavanje vodiča, pa se određena količina električne energije izgubi kao posljedica otpora prijenosnih vodova odnosno njene pretvorbe u toplinsku energiju.
Visokonaponskim prijenosnim vodovima električna se energija prenosi do velikih, visokonaponskih transformatorskih stanica u kojima se transformira s najviših na nešto niže napone i zatim odvodi do transformatorskih stanica smještenih u blizini industrije i kućanstava. Te se transformatorske stanice nazivaju distribucijske (razdjelne) transformatorske stanice i u njima se električna energija i dalje transformira na još niže napone, na srednje napone.

## Distribucija
Iz distribucijskih transformatorskih stanica (poput prikazane na slici), električna energija se, na različitim srednjonaponskim razinama, razvodi i upotrebljava za pogon potrošača u industriji, tramvaja i ostalih sredstava javnog prijevoza, koja pogoni električna energija, za napajanje ulične javne rasvjete i prometne signalizacije, kao i za ostale potrošače. Konačno, u našem susjedstvu, postoje maleni transformatori smješteni na stupove ili u kućice u kojima se električna energija transformira na najniže naponske razine koje se koriste u kućanstvima. Napon se trasformira s razina 10 000 ili 20 000 V na razinu 400 (trofazno) odn. 230 V (jednofazno odn. monofazno). 
Osim zračnih vodova za prijenos električne energije sve se više rabe i kabelski vodovi koji se ukapaju u zemlju. Na taj se način vodovi štite od vremenskih nepogoda koje mogu oštetiti ili prekinuti električni vod.

## Potrošnja
Nakon što se električna energija prenese do kućanstva da bi došla do konačnog potrošača, ona mora proći kroz brojilo. Brojila su smještena u priključnom ormariću, a zaposlenici elektroenergetskih kompanija očitavaju ih i na temelju tih očitanja dostavljaju kućanstvima račune za potrošenu električnu energiju.
Osim kroz brojilo električna energija prolazi i kroz osigurače koji su također smješteni u priključnom ormariću. Osiguračima se štite električni uređaji i njihovi korisnici u slučaju kvarova. U slučaju da osigurač pregori ili izbaci (ako je automatski) dogodio se kvar u instalaciji ili u nekom od trošila (kratki spoj).